# Армандо Кастелаци
Армандо Кастелаци (Милано,  7. октобар 1904 – Милано, 4. јануар 1968) био је италијански професионални фудбалер и тренер који је играо као везни играч.

## Клупска каријера
Рођен у Милану, Кастелаци је читаву клупску каријеру 1920-их и 1930-их провео играјући за Интер у Серији А. Одиграо је 261 меч у свим такмичењима за тим, постигавши 16 голова, помажући клубу да освоји првенство у Серији А у сезони 1929–30.

## Међународна каријера
Са италијанском репрезентацијом, Кастелаци је остварио три наступа између 1929. и 1934; дебитовао је 1. децембра 1929. године, у пријатељској победи домаћина од 6:1 над Португалијом у Милану, а касније се појавио у победи домаћина од 4: 2 над Швајцарском у Риму, 9. фебруара 1930. Такође се једном појавио у победничкој кампањи светског купа 1934. године на домаћем терену, почевши меч првог четвртфинала против Шпаније, одржаног у Фиренци, 31. маја, који је завршен нерешеним резултатом 1:1.

## Тренерска каријера
Након повлачења из фудбала у 32. години, Кастелаци је остао у Интеру, где је 1938. постао прва особа у историји прволигаша која је освојила првенство и као играч и као тренер.

## Трофеји (као играч)

### Интер
- Првенство Италије (1) : 1929/30.

### Репрезентација Италије
- Светско првенство (1) : 1934.

## Трофеји (као тренер)

### Интер
- Првенство Италије (1) : 1937/38.